# De Zonnebloem (schip, 2005)
Het motorpassagiersschip De Zonnebloem is een riviercruiseschip, gebouwd door IHC Merwede in Kinderdijk en afgebouwd in Hardinxveld-Giessendam, speciaal ingericht voor mensen met een lichamelijke beperking. Het schip is gebouwd voor Motorpassagiersschip de Zonnebloem B.V. Deze B.V. is een aparte entiteit die niet valt onder de Nederlandse vrijwilligersorganisatie De Zonnebloem in Breda. Het schip wordt ingezet voor vaarvakanties op de Nederlandse, Belgische en Duitse rivieren.

## Het schip
De Zonnebloem is 115 meter lang, 11,5 meter breed, heeft een diepgang van maximaal 1,70 meter met een holte van 3.70 meter. Het motorpassagiersschip telt vier dekken, te weten (van boven naar beneden) het zonnedek, het salondek, het hoofddek en het onderdek.
De liften en de stuurhut op het zonnedek kan men hydraulisch laten zakken tot een hoogte van 8,80 meter boven het water, als het schip onder een brug door moet. Dat is normaal gesproken voldoende voor bruggen op Rijnvaarthoogte. Verder is het schip voorzien van vier roerpropellers: dubbel uitgevoerde schroeven geplaatst aan 260 graden draaibare steunpunten, twee achter en twee voor, welke het mogelijk maken om het schip om zijn as te laten keren en ook om zijwaarts aan te leggen.
Het schip is gebouwd voor 135 passagiers. Wekelijks genieten zo'n 65 mensen met een lichamelijke beperking van een vaarvakantie. Doorgaans wordt het schip bemand met elf bemanningsleden en 65 vrijwilligers. Onder deze vrijwilligers bevinden zich circa 25 verpleegkundigen en een arts. De accommodatie omvat elf eenpersoonshutten en 29 tweepersoonshutten.
Eind 2010 werd het schip aangepast en gemoderniseerd. Het kreeg naast nieuwe gordijnen, vloerbedekking en stoffering ook twee speciale hutten voor obesitas-patiënten, een compleet verbouwde bibliotheek, een nieuwe lees- en televisiehoek en uitbreiding van de afwaskeuken met een supersnelle spoelunit. Er werd een energiebesparing van 25 procent gerealiseerd door technologische aanpassingen aan het schip. Zo bespaart De Zonnebloem sinds de vernieuwingen 5.000 liter gasolie per vaarweek.

### Ernstige schade bij aanvaring
Op 29 maart 2025 raakte het schip in een aanvaring met een vrachtschip op de Rijn bij Wesel (Duitsland). De Zonnebloem liep averij op en kon zijn reis met passagiers niet voortzetten. Het schip raakte door de aanvaring langdurig buiten gebruik.

## Vaarvakanties
Volgens planning vaart het schip 42 keer per jaar door heel Nederland, een gedeelte van België en over de Rijn in Duitsland, waarbij het in totaal zo'n 2.850 mensen vervoert met een lichamelijke beperking door ziekte, handicap of leeftijd.